# 우메 사미어
우메 사미어는 스웨덴에서 사용하는 사미어 중 하나이다. 과거 노르웨이에서도 사용되었다. 2000년 기준 사용 인구는 약 20명이다.